# Підмаренник запашний
Підмаренник запашний (Galium odoratum) — вид рослин з родини маренових (Rubiaceae). Місцеві назви — смілка запашна, мар'янка, мар'янка пахуча, шершавка, маслянина, жасминник, остудник, маринка лісова..

## Біоморфологічна характеристика
Багаторічна трав'яниста рослина (10–40 см заввишки) з тонким, повзучим кореневищем, пахне, як кумарин або свіже сіно. Стебло прямостояче, нерозгалужене, чотиригранне, гладеньке. Листки сидячі, нижні лопатоподібні (в 6–8-членних кільцях); верхні листки ланцетні, гострокінцеві з шорстким краєм, у восьмичленних кільцях. Квітки у верхівковому малоквітковому суцвітті, що складається з трьох півзонтиків, зібраних у щиткоподібну волоть. Квітки білі, правильні, невеликі. Чашечка непомітна, віночок зрослопелюстковий, лійкоподібний, до середини чотирироздільний. Тичинок чотири (п'ять), маточка одна, зав'язь нижня, двогнізда, стовпчик двороздільний з головчастими приймочками. Плід — розпадний кулястий горішок, вкритий гачкуватими щетинками.
Утворює куртини, зарості. Цвіте у травні — червні.

## Середовище проживання
Поширений у Євразії та Алжирі.
Росте підмаренник переважно в тінисних лісах і заростях, на вологому перегнившому ґрунті. Часто зустрічається у букових, рідше у дубових лісах. Рослина тіньовитривала.
В Україні рослина поширена на Поліссі, в лісостепових районах, лівобережному Степу, Розточчі — Опіллі, Карпатах. Заготовляють її у районах поширення.

## Практичне використання
Лікарська, медоносна, кормова, харчова, фарбувальна і декоративна рослина.
У народній медицині використовують як проносний, сечогінний засіб, який сприяє розчиненню і відходу піску і каменів у жовчовидільних шляхах, жовчному міхурі та в нирках, при аритміях серця, водянці, водобоязні, при гострих катарах шлунка і кишок, як пом'якшувальний засіб при кашлі, як заспокійливий і снодійний засіб.
Зовнішньо використовують у вигляді припарок при фурункулах, ранах, висипах на шкірі. Рослина містить кумариновий глікозид (що надає їй приємного запаху), дубильні речовини, ефірну олію, смоли, застосовують для ароматизації тютюну, білизни.
У гомеопатії застосовують есенцію із свіжої рослини, зібраної в період цвітіння.
Як медоносну рослину її охоче відвідують бджоли. На пасовищах її поїдають всі види худоби. Маренку запашну використовують для ароматизації лікерів, горілок, пива, вин, чаю, сирів, для приготування безалкогольних напоїв. У Німеччині підмаренник використовується для приготування травневого крюшону. Свіжі і сухі листки та стебла використовують для надання приємного смаку салатам, овочам, компотам і солодким стравам. Корені дають червону фарбу. В декоративному садівництві маренку використовують для масових посадок у затінених місцях. Іноді сухі стебла маренки використовують замість нафталіну.
У давні часи вікінги використовували підмаренник запашний для ароматизації пива.

## Збирання, переробка та зберігання
Збирають повністю всю рослину під кінець цвітіння і пізніше, зриваючи або зрізуючи стебла ножицями. Швидко сушать у затінку або печах при температурі 40–50°. Висушені пагони складають у коробки, вистелені папером і зберігають у сухому місці (у вогкому місці швидко чорніє).